# Conus angosturis
Conus angosturis é uma espécie de gastrópode do gênero Conus, pertencente a família Conidae.